# Pettoncourt
Pettoncourt là một xã trong vùng Grand Est, thuộc tỉnh Moselle, quận Château-Salins, tổng Château-Salins. Tọa độ địa lý của xã là 48° 46' vĩ độ bắc, 06° 24' kinh độ đông. Pettoncourt nằm trên độ cao trung bình là 205 mét trên mực nước biển, có điểm thấp nhất là 197 mét và điểm cao nhất là 282 mét. Xã có diện tích 4,9 km², dân số vào thời điểm 1999 là 260 người; mật độ dân số là 53 người/km². Pettoncourt nằm 8 km về phía tây của Château-Salins.

## Thông tin nhân khẩu
| 1962 | 1968 | 1975 | 1982 | 1990 | 1999 |
| ---- | ---- | ---- | ---- | ---- | ---- |
| 128  | 147  | 179  | 229  | 255  | 260  |